# Sven Wallqvist
Sven Elof Wallqvist, född 21 maj 1909 i Mariestad, död 2 maj 1991 i Partille, var en svensk målare.
Han var son till järnvägstjänstemannen Karl Wallqvist och hans hustru Tekla och från 1940 gift med Allyh Wilson. Wallqvist utbildade sig till yrkesmålare 1924–1929 och arbetade som målargesäll 1929–1938. Han studerade konst vid Slöjdföreningens skola i Göteborg 1929 och 1933–1937 samt vid Valands målarskola 1934–1937 och genom självstudier under resor till Paris, Danmark och Schweiz. Sedan 1941 arbetade han som färgkonsulent vid målningsuppdrag i industrier, kontor, kyrkor, skolor, ålderdomshem och sjukhus. Som konstnär utförde han en rad kyrkliga uppdrag bland annat för Mariestads missionsförsamling 1938, Södra Rådas missionsförsamling 1942–1943, Vänersborgs missionsförsamling 1952 och Mölnlyckes missionsförsamling 1959. För en fabrik i Malmö utförde han en vägg i glasmosaik och han utförde flera väggmålningar på olika industrier och kontor i Göteborg och Borås. Han har medverkat i ett antal samlingsutställningar med kyrkligt sammanhang bland annat i Värnamo, Alingsås och Borås. Hans stafflikonst består av figurer, stilleben, porträtt och landskap utförda i olja, pastell och akvarell. 